# Соломон Нортап
Соломон Нортап (1807 або липень 1808—1863; точніші дати життя невідомі) — американський фермер, скрипаль, мемуарист.

## Біографія

### Ранні роки
Нортап був вільнонародженим афроамериканцем, що походив з сім'ї вільновідпущенного та володів фермою, яку успадкував від батька, в містечку Хеврон штату Нью-Йорк. У 1828 році він одружився, у 1834 році продав ферму і переїхав з родиною до міста Саратога-Спрінгс.

### Рабство
У 1841 році він був викрадений работоргівцями, які заманили його пропозицією отримати роботу скрипаля. Під час зустрічі зі своїми передбачуваними роботодавцями у Вашингтоні він був накачаний наркотиками і відправлений в Новий Орлеан, де його продали в рабство власнику однієї з плантацій в Луїзіані. Нортап пробув в рабстві в цілому дванадцять років, побувавши за цей час рабом кількох плантаторів уздовж Ред-Ривер, неодноразово роблячи спроби втекти і відправити листа рідним; весь цей час його родина нічого не знала про його долю. Зрештою за допомогою друзів він все ж зумів зв'язатися з рідними і привернув до своєї історії увагу губернатора штату Нью-Йорк Вашингтона Ганта. Він вийшов на свободу в січні 1853 року і повернувся до своєї сім'ї в Нью-Йорк.

### Судові розгляди
Закони округу Колумбія забороняли Нортапу як чорношкірому свідчити проти білих, і, не маючи можливості дати свідчення, він не зміг подати цивільний позов до суду. Пізніше в штаті Нью-Йорк двом чоловікам були пред'явлені звинувачення у викраденні, але два роки по тому ці звинувачення були зняті.

### Мемуари і останні роки
У свій перший рік на волі (1853) Нортап написав і опублікував мемуари про свою історію під назвою «Дванадцять років рабства». Нортап також прочитав десятки лекцій по всьому північному сході США про своє життя в рабстві в цілях підтримки руху аболіціоністів. Точна дата і обставини його смерті невідомі, хоча деякі сучасники вважали, що згодом він був знову викрадений работоргівцями і убитий.

## Відображення в мистецтві
Мемуари Нортапа були двічі екранізовані: у 1984 році був знятий телевізійний фільм «Одіссея Соломона Нортапа», а в 2013 році — фільм «12 років рабства», який отримав премію Американської кіноакадемії («Оскар») в номінації найкращий фільм .